# Sofia Open 2021
Il Sofia Open 2021 è stato un torneo di tennis giocato sul cemento indoor nella categoria ATP Tour 250 nell'ambito dell'ATP Tour 2021. È stata la 6ª edizione del Torneo di Sofia. Si è giocato all'Arena Armeec di Sofia in Bulgaria, dal 27 settembre al 3 ottobre 2021.

## Partecipanti

### Teste di serie
| Nazionalita | Giocatore                   | Ranking* | Testa di serie |
| ----------- | --------------------------- | -------- | -------------- |
| Italia      | Jannik Sinner               | 14       | 1              |
| Francia     | Gaël Monfils                | 20       | 2              |
| Australia   | Alex de Minaur              | 21       | 3              |
| Kazakistan  | Aleksandr Bublik            | 34       | 4              |
| Serbia      | Filip Krajinović            | 37       | 5              |
| Francia     | Adrian Mannarino            | 43       | 6              |
| Spagna      | Alejandro Davidovich Fokina | 45       | 7              |
| Australia   | John Millman                | 48       | 8              |

* Ranking al 20 settembre 2021.

### Altri partecipanti
I seguenti giocatori hanno ricevuto una wild card per il tabellone principale:
- Adrian Andreev
- Dimitar Kuzmanov
- Alexandar Lazarov

I seguenti giocatori sono entrati nel tabellone principale passando dalle qualificazioni:
- Egor Gerasimov
- Illja Marčenko
- Pedro Martínez
- Andreas Seppi

### Ritiri
Prima del torneo
- Roberto Bautista Agut → sostituito da  James Duckworth
- Aleksandr Bublik → sostituito da  Kamil Majchrzak
- Marin Čilić → sostituito da  Gianluca Mager
- Mackenzie McDonald → sostituito da  Emil Ruusuvuori

## Partecipanti al doppio

### Teste di serie
| Nazione              | Giocatore      | Nazione   | Giovatore          | Ranking* | Testa di serie |
| -------------------- | -------------- | --------- | ------------------ | -------- | -------------- |
| Finlandia            | Henri Kontinen | Giappone  | Ben McLachlan      | 81       | 1              |
| Bosnia ed Erzegovina | Tomislav Brkić | Serbia    | Nikola Ćaćić       | 93       | 2              |
| Austria              | Oliver Marach  | Austria   | Philipp Oswald     | 95       | 3              |
| Australia            | Luke Saville   | Australia | John-Patrick Smith | 97       | 4              |

* Ranking aggiornato al 20 settembre 2021.

### Altri partecipanti
Le seguenti coppie hanno ricevuto una wildcard per il tabellone principale:
- Adrian Andreev /  Alexandar Lazarov
- Alexander Donski /  Dimitar Kuzmanov

## Punti e montepremi
| Torneo              | V        | F        | SF       | QF       | 2T      | 1T      | Q    | Q2      | Q1      |
| Singolare           | 250      | 150      | 90       | 45       | 20      | 0       | 12   | 6       | 0       |
| Premi in denaro (€) | € 41 145 | € 29 500 | € 21 000 | € 14 000 | € 9 000 | € 5 415 | N.D. | € 2 645 | € 1 375 |
| Doppio              | 250      | 150      | 90       | 45       | N.D.    | 0       | N.D. | N.D.    | N.D.    |
| Premi in denaro (€) | € 15 360 | € 11 000 | € 7 250  | € 4 710  | € 2 760 | N.D.    | N.D. | N.D.    | N.D.    |

## Campioni

### Singolare
Jannik Sinner ha sconfitto in finale  Gaël Monfils con il punteggio di 6-3, 6-4.
- È il quarto titolo in carriera per Sinner, il terzo della stagione.

### Doppio
Jonny O'Mara /  Ken Skupski hanno sconfitto in finale  Oliver Marach /  Philipp Oswald con il punteggio di 6-3, 6-4.